# Marmalade Boy
Marmalade Boy (яп. ママレード·ボーイ Мамарэ:до Бо:и) (дословно — Мальчик-мармелад) — сёдзё-манга, написанная Ватару Ёсидзуми. Публиковалась в журнале Ribon с мая 1992 по октябрь 1995 года. Всего было выпущено 8 томов. Манга была продана тиражом более 10 миллионов экземпляров.
На основе сюжета манги был создан аниме-сериал, который транслировался по каналу TV Asahi с 13 марта 1994 по 3 сентября 1995. Всего было выпущено 76 серий. По сюжету манги был также выпущен роман, иллюстрированный Юри Кагеямой, чьи серии выходили в журнале Cobalt с июля 1994 по март 1996.

## Сюжет
У старшеклассницы Мики Койсикавы жизнь течёт скучно и спокойно до того момента, как её родители вдруг решили развестись. По той причине, что во время отдыха на Гавайях они оба нашли свои новые половинки. Родители ждут одобрения от дочери и приглашают на ужин другую пару с их сыном Юи Мацурой, который при любой возможности пытается развеселить Мики. Она находит его милым и привлекательным и влюбляется в него. Ей приходится смириться с новым расположением семьи, ведь теперь поменявшись парами две семьи переезжают жить в большой дом. Однако со временем их отношения начинают осложняться из—за вмешательства других персонажей. Например, давление со стороны бывшего парня и одноклассника Гинта Суо, да и не только его...
На протяжении сериала развиваются отношения между Мики и Юи, под влиянием других персонажей и их взаимодействий.

## Список персонажей
Мики Койсикава (яп. 小石川 光希) — Ученица средней школы. Член команды высшей команды тенниса. Она весёлая, дружелюбная и откровенная девушка. С другой стороны очень плаксивая, цепкая и эмоционально зависимая от других. Подрабатывает в Кафе-мороженом «Bobson». Позже она начинает работать в небольшом магазине украшений. Когда была в младшем классе, она призналась в любви парню по имени Гинта, но произошёл глупый случай. Это было несчастье для Мики, но позже она просто подружилась с ним. Кода родители поменялись парами, она стала жить в одном доме с Ю и позже влюбилась в него. Но они не говорили это родителям, т.к считали, что те не одобрят этого. Ведь формально Ю и Мики являются братом и сестрой. Позже они решают вступить в брак и признаться во всём родителям. Но родители не были против и дали благословение. В сериале к концу истории они вступают в брак. В манге после окончания колледжа.
Сэйю: Марико Кода
Ю Мацура (яп. 松浦 遊) — Главный герой сериала. Мики называет его мармеладным мальчиком. По характеру он полная противоположность Мики. Очень индивидуален, спокоен и скрытый в плане признания своих чувств. Ю очень одарённый, и у него хорошие спортивные навыки. Так он преуспевает во всех видах спорта. Не вступает в какие либо клубы, чтобы сосредоточится на учёбе. Мечтает стать архитектором. В аниме он отправляется на учёбу в высшее учебное заведение Сент-Эндрюс в Америке. Ю любит дразнить Мики, но этим он доказывает свои нежные отношения и теплоту к ней. Поцелуй от Мики был для него неожиданным, т.к это произошло через несколько дней, после того как они впервые познакомились. Также Ю хочет узнать, кто его биологический отец. Т.к жил он всё это время с крёстным отцом. Сначала он предполагает, что Джин его отец. А значит Мики его сводная сестра. Но потом он узнаёт, что его отец — Ёдзи.
Сэйю: Рётаро Окиаю
Гинта Суо (яп. 須王 銀太) — Лучший друг Мики и член теннисной команды. Мики была влюблена в него, так призналась ему в чувствах в записке. Но записки нашли его друзья, и Гинта, чтобы не ударится лицом в грязь, начал осмеивать содержимое записки. В это время Мики всё слышала. Хотя тогда у него тоже были чувства к Мики. Долго пытался признаться как он чувствовал себя после этого. Позже Мики и Гинта решили остаться просто друзьями. Однако их романтические отношения обостряются после появления Ю. Гинта начинает ревновать и пытается помешать развитию отношений Ю и Мики. Однако позже влюбляется в Арими.
Сэйю: Дзюнити Канэмару
Мэйко Акидзуки (яп. 秋月 茗子) — Лучшая подружка Мики. Она единственная из богатой семьи. Очень красивая. Несмотря на это очень волнуется, т.к её родители постоянно ссорятся. Она влюбляется в учителя Синъити Намура. Но отношения между учителем и студентом являются большой проблемой. Позже они получают благословение от родителей и вступят в брак.
Сэйю: Вакана Ямадзаки
Арими Судзуки (яп. 鈴木 亜梨実) — Бывшая одноклассница Ю из его бывшей школы. Любит его и поставила перед собой цель за три месяца влюбить Ю в себя, но потерпела неудачу. По истечении трёх месяцев они так и остаются просто друзьями. Позже от ревности пыталась рассорить Ю и Мики. Но в конечном счёте влюбляется в Гинта и они становятся парой.
Сэйю: Ая Хисакава
Цутому Рокутандо (яп. 六反田 務) — Двоюродный брат Гинта и одноклассник Арими. Он был влюблён в неё в течение долгого времени. Видит в Гинто конкурента. И соглашается ранее помочь Гинто помешать отношениям Ю и Мики. К концу сериала влюбляется в Яей, и они начинают встречаться.
Сэйю: Кадзунари Танака
Сатоси Мива (яп. 三輪 悟史) — Студент и президент третьего курса. Многие девушки влюбились в него, хотя он любит только Мэйко. Но она любит Намуру. Всё время пытается переманить её на свою сторону. Но в результате они просто остались друзьями. Сатоси также первый, кто узнал о том, что Ю увлекается архитектурой. Сначала из-за необычного поведения по отношению к Ю, Мики заподозрила что Сатоси — гей. Он помогает найти Ю биологического отца и предполагает что это Есимицу. Сатоси и Ю становятся потом лучшими друзьями.
Сэйю: Синъитиро Ота
Судзу Сакума (яп. 佐久間 すず) — Младшая двоюродная сестра Сатоси. Она работает моделью и любит красивые вещи. Полагает, что Мики слишком проста для отношений с Ю, решив, что она обманывает его, а на самом деле Ю любит Мэйко и пытается разрушить их отношения. Позже, когда она действительно рассоривает их, осознаёт свою ошибку и раскаивается. В аниме показано, что она влюблена в Ю и ревнует его из-за Мики.
Сэйю: Сакура Тангэ
Кэй Цутия (яп. 土屋 蛍) — Работает вместе с Мики в кафе-мороженом. Талантливый пианист. Влюблён в Мики. Однажды, найдя потерянный медальон, заставляет Ю подумать, что Мики больше ему не нужна. Но попытка проваливается, и позже Мики прощает Кэй его проступок. После этого он покидает свою работу, обещая скоро вернуться. Позже между ним и Судзу развиваются отношения. В аниме он значительно старше и в то время, пока Ю учится в Америке, снова пытается наладить любовные отношения с Мики и предлагает ей искреннюю и безоговорочную поддержку. Между ними проскакивает искра, однако Кей не сможет заменить Ю.
Сэйю: Акира Исида
Синъити Намура (яп. 名村 慎一) — Тренер по теннису и преподаватель английского языка. Влюбляется в Мэйко Акидзуки, которая отвечает ему симпатией. Однако так как он учитель а она студент, они должны держать свои отношения в тайне. Но позже тайна раскрывается, и происходит громкий скандал в школе. После этого он подаёт в отставку и уезжает в свой родной город Хиросиму, чтобы изучить недвижимость и взять на себя семейный бизнес. Намуро, несмотря на то что страстно любит Мэйко, пытается оттолкнуть её, чтобы они больше не встречались. Но та убеждает его, что в этом нет ничего постыдного и после того, как ей исполняется 17 лет, она уезжает к нему, и они заключают брак между собой.
Сэйю: Тору Фуруя
Яёй Такасэ (яп. 高瀬 弥生) — персонаж, эксклюзивный для аниме. Это очаровательная девушка с детским голосом и добрым сердцем, которую Рокутанда встречает на новогоднем празднике. Через несколько месяцев он снова встречает её, когда она отвергнута парнем, который отказывается взять у нее шоколадку. Цутому успокаивает её, и они вместе съедают шоколад, после чего в конце концов становятся парой. Она — один из немногих по-настоящему добродушных персонажей, и уж точно та девушка, которая меньше всего склонна дуться и строить интриги. У неё есть недостатки, например, странное мышление, но она один из немногих людей, которые никогда не насмехаются и не издеваются над Рокутандой. 
Сэйю: Мики Иноуэ

## Список серий
- 01. There is love, he's handsome. But I can't forgive them
- 02. Side effects of a kiss. He doesn't understand my feelings
- 03. Two kisses. Yuu had a girlfriend
- 04. Ginta's confession. I won't let you have her
- 05. Legendary girlfriend. Making a wish on a medallion
- 06. Love game. I really hate Ginta
- 07. Love in Hokkaido. What's going on with that couple
- 08. Fragrance of an adult. I'm not jealous
- 09. Part time job. The war of love depends on sales
- 10. Our first night. Surprise in the bathroom
- 11. Birthday. Yuu is watching me
- 12. Smash. I love both Yuu and Ginta
- 13. Love and friendship. Ginta, please take Arimi
- 14. Qualification of love. You don't deserve Yuu
- 15. Meiko's secret. I want to know about your feelings
- 16. A man's decision. Na-chan, please don't quit
- 17. Meiko's separation. I can't say goodbye
- 18. The direction of Yuu's love. Things aren't going as planned
- 19. Disturbed by the family register. Don't say it's ridiculous
- 20. Doubtful twosome. Yuu and Miwa are a couple
- 21. Trip to Karuizawa. Just as I thought - strange
- 22. Double date. We like each other, but don't understand each other
- 23. Impact of a confession. Yuu what are you talking about
- 24. The secret of Yuu's birth. I can't leave Yuu alone
- 25. Real kiss. I love you, Yuu
- 26. New anxiety. I'm too afraid to be happy
- 27. Love worries. How long will this happiness last
- 28. Unstable feelings. I'm going to get a part time job
- 29. Obstacle of love. I can't find the medallion
- 30. Rival. I love you, Yuu
- 31. Suzu and Kei. Those two make me nervous
- 32. Love at the school festival. Yuu and Kei's concert
- 33. Lost love. I love you
- 34. Breakup premonition. The Halloween conspiracy
- 35. Crossing each other's path. You mean we are going to break up
- 36. I'm alone. I'll make you forget him
- 37. Tearful reunion. I thought it was over between us
- 38. Anju's feelings. I want to be next in line to Miki
- 39. A bitter love. I've loved Yuu for a long time
- 40. A Holy night. I'm alone on Christmas Eve
- 41. The morning of lovers. Merry Christmas
- 42. New Year's pattern of love. It's going to be a wonderful year
- 43. Ski trip. I won't let you two be alone
- 44. Our future. Yuu's dream, my dream
- 45. Meiko's turnabout. I'm going to Hiroshima
- 46. To Hiroshima. Let me be by your side again
- 47. Couple on the beach. Because I care about you
- 48. The flavour of chocolate. Sweet and bitter Valentine
- 49. The shape of love. It's difficult to be happy
- 50. The foreign exchange student appears. Michael is...strange
- 51. Love triangle. Someone's messing things up...
- 52. Making a decision under the moonlight. Yuu don't leave me alone!
- 53. Making a memory. I won't regret it if anything happens
- 54. New life. Yuu I wonder how you're doing
- 55. Ripples again. New York is too far away
- 56. Lost pathway to love. My boyfriend is Yuu but...
- 57. Passing each other. I can't bear it! I'm so lonely...
- 58. Tone of a love confession. I want you to see me as a man
- 59. An uneasy weekend. I want to hear Yuu's voice
- 60. My love is far away. Yuu is in front of me
- 61. New York trap. Yuu, was I stupid?
- 62. Goodbye. I can't be your girlfriend anymore
- 63. Holding back the tears. I want to be alone
- 64. A pair's problems. I want to hear you voice
- 65. Solid decision. Miki...I'll take her
- 66. New choice. You don't have to forget him
- 67. Friends. I need Kei!
- 68. Indecisive lovers. Goodbye Ginta
- 69. The courage to love. I've decided
- 70. I'm home. What kind of face should I put on to meet him?
- 71. A night of stars & the moon. Although we're near each other...I'm lonely
- 72. Half brother and sister. Our happiness is breaking down
- 73. Farewell. I had to do it...
- 74. A box of memories. Bye bye Yuu
- 75. Brother and sister. We have to be separate
- 76. Departure. Our love progresses

## Фильм
Фильм 1995 года является приквелом к оригинальной истории, он показывает начальные события сериала, только с точки зрения Ю. По сюжету Ю вспоминает, как впервые поцеловал Мики в кабинете медсестры. Вспоминает так же как он впервые с ней встретился и как родители ему объявили что разводятся и меняются парами. Впервые он увидел Мики, когда она занималась теннисом, но не подозревал, что он будет с ней жить. Он целый день наблюдал за ней, и фильм раскрывает, что оказывается Ю был влюблён в Мики ещё до их знакомства.

## Игра
Компанией Bandai Entertainment в 1995 году была выпущена игра в жанре Симулятор свиданий. Здесь игрок в роли Мики должен завоевать сердце одного из трёх  её потенциальных кандидатов: Ю, Гинто и Кэй. Игра была выпущена для игровой приставки Super Nintendo.

## Шоу сериал
В Тайване на основе сюжета манги был снят сериал из 30 серий (пиньинь: Юзиянг Няньхай). В главных ролях снимались Стелла как Мики, члены поп—группы F4. В целом сюжет удалось сохранить, однако любовные треугольники были значительно упрощены.
27 апреля 2018 года выходит фильм Marmalade Boy